# 列尔加内斯
列尔加内斯，是西班牙坎塔布里亚的一个市镇。总面积37平方公里，总人口2305人（2001年），人口密度62人/平方公里。